# Красное (Долгоруковский район)
Кра́сное — деревня Долгоруковского сельского поселения Долгоруковского района Липецкой области.

## География
Красное находится в центральной части Долгоруковского района, в 3 км к северу от райцентра Долгоруково. Располагается на берегах небольшого пересыхающего ручья, образующего на севере деревни обширную запруду.

## История
Деревня Красное основана не позднее последней четверти XIX века. В 1887 году упоминается как выселки из села Стегаловка. Название от слова «красный» — то есть красивое, пригожее для житья место.
В приходе Успенской церкви села Стегаловка в 1905 году значатся «выселки Красновские».
Красное не отмечается в переписи населения СССР 1926 года. Но уже в 1932 году упоминаются два селения: «Красное Первое» — 341 житель, и «Красное Второе» — 222 жителя. Позднее и поныне единая деревня.
С 1928 года в составе вновь образованного Долгоруковского района Елецкого округа Центрально-Чернозёмной области. После разделения ЦЧО в 1934 году Долгоруковский район вошёл в состав Воронежской, в 1935 — Курской, а в 1939 году — Орловской области. С 6 января 1954 года в составе Долгоруковского района Липецкой области.

## Население
| 2010 |
| ---- |
| 168  |

## Транспорт
В 0,5 км от Красной находится шоссе связывающее село Долгоруково с Ельцом. Грунтовыми дорогами связано с деревнями Надеждино и Ильинка.
В 4 км к югу находится железнодорожная станция Долгоруково (линия Елец — Валуйки ЮВЖД).